# 西海閘門駅
西海閘門駅（ソヘカンムンえき、朝鮮語: 서해갑문역）は、朝鮮民主主義人民共和国の南浦特別市臥牛島区域の駅で、西海閘門線に属する。 

## 隣の駅
西海閘門線
松観駅 - 西海閘門駅 - 新寧里駅